# Кампо-Лигуре
Кампо-Лигуре (итал. Campo Ligure) — коммуна в Италии, располагается в регионе Лигурия, в провинции Генуя.
Население составляет 3057 человек (2008 г.), плотность населения составляет 128 чел./км². Занимает площадь 24 км². Почтовый индекс — 16013. Телефонный код — 010.
Покровительницей коммуны почитается святая равноапостольная Мария Магдалена. Праздник ежегодно празднуется 22 июля.

## Демография
Динамика населения:

## Города-побратимы
- Корбелен, Франция (2010)

## Администрация коммуны
- Официальный сайт: http://www.comune.campo-ligure.ge.it/ Архивная копия от 6 марта 2009 на Wayback Machine